# Pleše
Pleše är en ort i Tjeckien.   Den ligger i regionen Södra Böhmen, i den centrala delen av landet, 100 km söder om huvudstaden Prag. Pleše ligger 492 meter över havet och antalet invånare är 180.
Terrängen runt Pleše är platt.Runt Pleše är det ganska glesbefolkat, med 28 invånare per kvadratkilometer. Närmaste större samhälle är Jindřichův Hradec, 14,4 km öster om Pleše. Omgivningarna runt Pleše är en mosaik av jordbruksmark och naturlig växtlighet.